# Llista d'asteroides/189101-189200
| Nom      | Designació provisional | Data de descobriment   | Lloc de descobriment | Descobridor/s               |
| -------- | ---------------------- | ---------------------- | -------------------- | --------------------------- |
| 189101 - | 2001 RW112             | 12 de setembre de 2001 | Socorro              | LINEAR                      |
| 189102 - | 2001 SY19              | 16 de setembre de 2001 | Socorro              | LINEAR                      |
| 189103 - | 2001 SG28              | 16 de setembre de 2001 | Socorro              | LINEAR                      |
| 189104 - | 2001 SV97              | 20 de setembre de 2001 | Socorro              | LINEAR                      |
| 189105 - | 2001 ST105             | 20 de setembre de 2001 | Socorro              | LINEAR                      |
| 189106 - | 2001 SG215             | 19 de setembre de 2001 | Socorro              | LINEAR                      |
| 189107 - | 2001 SW280             | 21 de setembre de 2001 | Anderson Mesa        | LONEOS                      |
| 189108 - | 2001 SW337             | 20 de setembre de 2001 | Socorro              | LINEAR                      |
| 189109 - | 2001 TA40              | 14 d'octubre de 2001   | Socorro              | LINEAR                      |
| 189110 - | 2001 TR55              | 15 d'octubre de 2001   | Socorro              | LINEAR                      |
| 189111 - | 2001 TC125             | 12 d'octubre de 2001   | Haleakala            | NEAT                        |
| 189112 - | 2001 UO19              | 16 d'octubre de 2001   | Palomar              | NEAT                        |
| 189113 - | 2001 UA153             | 23 d'octubre de 2001   | Socorro              | LINEAR                      |
| 189114 - | 2001 UO165             | 23 d'octubre de 2001   | Palomar              | NEAT                        |
| 189115 - | 2001 UE167             | 19 d'octubre de 2001   | Socorro              | LINEAR                      |
| 189116 - | 2001 US202             | 19 d'octubre de 2001   | Kitt Peak            | Spacewatch                  |
| 189117 - | 2001 VD5               | 11 de novembre de 2001 | Socorro              | LINEAR                      |
| 189118 - | 2001 VD47              | 9 de novembre de 2001  | Socorro              | LINEAR                      |
| 189119 - | 2001 VZ91              | 15 de novembre de 2001 | Socorro              | LINEAR                      |
| 189120 - | 2001 WQ7               | 17 de novembre de 2001 | Socorro              | LINEAR                      |
| 189121 - | 2001 WY13              | 17 de novembre de 2001 | Socorro              | LINEAR                      |
| 189122 - | 2001 WF60              | 19 de novembre de 2001 | Socorro              | LINEAR                      |
| 189123 - | 2001 WW70              | 20 de novembre de 2001 | Socorro              | LINEAR                      |
| 189124 - | 2001 XO21              | 9 de desembre de 2001  | Socorro              | LINEAR                      |
| 189125 - | 2001 XW55              | 10 de desembre de 2001 | Socorro              | LINEAR                      |
| 189126 - | 2001 XX81              | 11 de desembre de 2001 | Socorro              | LINEAR                      |
| 189127 - | 2001 XT82              | 11 de desembre de 2001 | Socorro              | LINEAR                      |
| 189128 - | 2001 XV133             | 14 de desembre de 2001 | Socorro              | LINEAR                      |
| 189129 - | 2001 XH173             | 14 de desembre de 2001 | Socorro              | LINEAR                      |
| 189130 - | 2001 XT189             | 14 de desembre de 2001 | Socorro              | LINEAR                      |
| 189131 - | 2001 XM249             | 13 de desembre de 2001 | Socorro              | LINEAR                      |
| 189132 - | 2001 YB19              | 17 de desembre de 2001 | Socorro              | LINEAR                      |
| 189133 - | 2001 YG112             | 19 de desembre de 2001 | Socorro              | LINEAR                      |
| 189134 - | 2002 AT11              | 9 de gener de 2002     | Socorro              | LINEAR                      |
| 189135 - | 2002 AQ146             | 13 de gener de 2002    | Socorro              | LINEAR                      |
| 189136 - | 2002 BF29              | 20 de gener de 2002    | Anderson Mesa        | LONEOS                      |
| 189137 - | 2002 CT43              | 8 de febrer de 2002    | Socorro              | LINEAR                      |
| 189138 - | 2002 CL50              | 12 de febrer de 2002   | Desert Eagle         | W. K. Y. Yeung              |
| 189139 - | 2002 CL128             | 7 de febrer de 2002    | Socorro              | LINEAR                      |
| 189140 - | 2002 CT136             | 8 de febrer de 2002    | Socorro              | LINEAR                      |
| 189141 - | 2002 DO2               | 19 de febrer de 2002   | Socorro              | LINEAR                      |
| 189142 - | 2002 FK35              | 21 de març de 2002     | Anderson Mesa        | LONEOS                      |
| 189143 - | 2002 GU1               | 2 d'abril de 2002      | Kvistaberg           | Uppsala-DLR Asteroid Survey |
| 189144 - | 2002 GF7               | 12 d'abril de 2002     | Desert Eagle         | W. K. Y. Yeung              |
| 189145 - | 2002 GU47              | 4 d'abril de 2002      | Haleakala            | NEAT                        |
| 189146 - | 2002 GQ68              | 8 d'abril de 2002      | Socorro              | LINEAR                      |
| 189147 - | 2002 GS141             | 13 d'abril de 2002     | Palomar              | NEAT                        |
| 189148 - | 2002 GA157             | 13 d'abril de 2002     | Palomar              | NEAT                        |
| 189149 - | 2002 GE175             | 11 d'abril de 2002     | Socorro              | LINEAR                      |
| 189150 - | 2002 HV7               | 20 d'abril de 2002     | Kitt Peak            | Spacewatch                  |
| 189151 - | 2002 JE12              | 3 de maig de 2002      | Desert Eagle         | W. K. Y. Yeung              |
| 189152 - | 2002 JP14              | 7 de maig de 2002      | Socorro              | LINEAR                      |
| 189153 - | 2002 JZ39              | 7 de maig de 2002      | Socorro              | LINEAR                      |
| 189154 - | 2002 JO43              | 9 de maig de 2002      | Socorro              | LINEAR                      |
| 189155 - | 2002 JK58              | 9 de maig de 2002      | Socorro              | LINEAR                      |
| 189156 - | 2002 JO117             | 4 de maig de 2002      | Anderson Mesa        | LONEOS                      |
| 189157 - | 2002 JT118             | 5 de maig de 2002      | Anderson Mesa        | LONEOS                      |
| 189158 - | 2002 JZ131             | 9 de maig de 2002      | Palomar              | NEAT                        |
| 189159 - | 2002 LZ19              | 6 de juny de 2002      | Socorro              | LINEAR                      |
| 189160 - | 2002 LV32              | 3 de juny de 2002      | Socorro              | LINEAR                      |
| 189161 - | 2002 QF6               | 17 d'agost de 2002     | Socorro              | LINEAR                      |
| 189162 - | 2002 QQ10              | 17 d'agost de 2002     | Palomar              | NEAT                        |
| 189163 - | 2002 RK250             | 6 de setembre de 2002  | Socorro              | LINEAR                      |
| 189164 - | 2002 TF4               | 1 d'octubre de 2002    | Anderson Mesa        | LONEOS                      |
| 189165 - | 2002 TQ96              | 11 d'octubre de 2002   | Socorro              | LINEAR                      |
| 189166 - | 2002 TW226             | 8 d'octubre de 2002    | Anderson Mesa        | LONEOS                      |
| 189167 - | 2002 TU264             | 10 d'octubre de 2002   | Socorro              | LINEAR                      |
| 189168 - | 2002 VF14              | 5 de novembre de 2002  | Socorro              | LINEAR                      |
| 189169 - | 2002 VQ17              | 5 de novembre de 2002  | Socorro              | LINEAR                      |
| 189170 - | 2002 VH66              | 8 de novembre de 2002  | Socorro              | LINEAR                      |
| 189171 - | 2002 VX87              | 8 de novembre de 2002  | Socorro              | LINEAR                      |
| 189172 - | 2002 VT133             | 6 de novembre de 2002  | Anderson Mesa        | LONEOS                      |
| 189173 - | 2002 XY4               | 5 de desembre de 2002  | Socorro              | LINEAR                      |
| 189174 - | 2002 XW27              | 5 de desembre de 2002  | Fountain Hills       | Fountain Hills              |
| 189175 - | 2002 XK49              | 10 de desembre de 2002 | Socorro              | LINEAR                      |
| 189176 - | 2002 XJ94              | 1 de desembre de 2002  | Socorro              | LINEAR                      |
| 189177 - | 2002 XW117             | 10 de desembre de 2002 | Palomar              | NEAT                        |
| 189178 - | 2002 YQ25              | 31 de desembre de 2002 | Socorro              | LINEAR                      |
| 189179 - | 2002 YS27              | 31 de desembre de 2002 | Socorro              | LINEAR                      |
| 189180 - | 2003 AH8               | 3 de gener de 2003     | Eskridge             | Eskridge                    |
| 189181 - | 2003 AS66              | 7 de gener de 2003     | Socorro              | LINEAR                      |
| 189182 - | 2003 BW12              | 26 de gener de 2003    | Haleakala            | NEAT                        |
| 189183 - | 2003 BN16              | 26 de gener de 2003    | Haleakala            | NEAT                        |
| 189184 - | 2003 BM32              | 27 de gener de 2003    | Anderson Mesa        | LONEOS                      |
| 189185 - | 2003 CM7               | 1 de febrer de 2003    | Anderson Mesa        | LONEOS                      |
| 189186 - | 2003 CU25              | 9 de febrer de 2003    | Palomar              | NEAT                        |
| 189187 - | 2003 EY24              | 6 de març de 2003      | Anderson Mesa        | LONEOS                      |
| 189188 - | 2003 FL6               | 27 de març de 2003     | Uccle                | T. Pauwels                  |
| 189189 - | 2003 FN20              | 23 de març de 2003     | Palomar              | NEAT                        |
| 189190 - | 2003 FR28              | 24 de març de 2003     | Haleakala            | NEAT                        |
| 189191 - | 2003 FL30              | 25 de març de 2003     | Haleakala            | NEAT                        |
| 189192 - | 2003 FE76              | 27 de març de 2003     | Palomar              | NEAT                        |
| 189193 - | 2003 FO96              | 30 de març de 2003     | Kitt Peak            | Spacewatch                  |
| 189194 - | 2003 LX1               | 1 de juny de 2003      | Reedy Creek          | J. Broughton                |
| 189195 - | 2003 PB1               | 1 d'agost de 2003      | Socorro              | LINEAR                      |
| 189196 - | 2003 QH28              | 21 d'agost de 2003     | Campo Imperatore     | CINEOS                      |
| 189197 - | 2003 QF61              | 23 d'agost de 2003     | Socorro              | LINEAR                      |
| 189198 - | 2003 QW71              | 25 d'agost de 2003     | Palomar              | NEAT                        |
| 189199 - | 2003 RJ1               | 2 de setembre de 2003  | Socorro              | LINEAR                      |
| 189200 - | 2003 RS7               | 4 de setembre de 2003  | Reedy Creek          | J. Broughton                |